# ドリコム
株式会社ドリコム（英: Drecom Co.,Ltd.）は、日本のゲーム会社・出版社。バンダイナムコホールディングスの持分法適用会社。日本経済団体連合会・新経済連盟会員、コンピュータエンターテインメント協会正会員。

## 概要
ドリコムグループは「with entertainment」のキャッチフレーズのもとに「ゲーム事業」「メディア事業（Webサービス開発、新規事業開発）」「出版・映像事業」の3つの事業を展開している。
以前はブログ事業、アドソリューション事業、携帯電話向けコンテンツ事業（着メロやきせかえコンテンツなど）、広告代理業務も行っていた。

## 沿革
- 2001年11月 - 京都府京都市南区に有限会社ドリコム設立
- 2002年
  - 4月 - 「マイプロフィール」サービス開始
  - 8月 - 大学等発ベンチャー創出支援公募に採択、本社を京都府京都市下京区へ移転
- 2003年
  - 3月 - 株式会社へ組織変更
  - 7月29日 - 「マイプロフィール」にブログ機能を追加
  - 8月18日 - 「マイブログジャパン」ベータ版をサービス開始
  - 12月 - 「マイブログリスト」サービス開始
- 2004年
  - 3月 - 「マイクリップ」サービス開始
  - 6月 - 「ドリコムブログシステムエンジン」提供開始
  - 9月 - 「ドリコムオフィス」サービス開始
  - 9月24日 - 「マイブログジャパン」を「ドリコムブログ」へ改称
- 2005年
  - 1月 - 株式会社ドリコムテック設立
  - 5月 - 「ドリコムCMS」サービス開始
  - 12月 - 「ドリコムRSS」サービス開始
- 2006年
  - 2月 - 東証マザーズ上場
  - 6月 - 子会社 株式会社ドリコムジェネレーティッドメディアを設立
  - 9月 - 子会社 株式会社ドリコムマーケティング設立
  - 12月 - 「VENTUER OF THE YEAR2006」にて最優秀経営者賞を受賞
- 2007年
  - 2月 - 「API ITアウトソーシングアワード2006」ベストテクノロジーを受賞
  - 4月 - 株式会社ジェイケンを子会社化
- 2008年
  - 4月
    - 楽天株式会社との資本業務提携及び第三者割当増資の実施を発表
    - 「J-KENケータイシーケンサー」サービス開始

  - 6月 - 行動ターゲティング広告技術の提供開始（詳細は楽天ad4Uを参照）
  - 10月 - 「きせかえビルダー」サービス開始
- 2009年
  - 5月
    - 株式会社ジェイケンを吸収合併
    - モバイル広告向けのバナー投稿サイト「集めてバナ～ナ」サービス開始

  - 7月 - mixiアプリ向けポイント広告サービス「poncan」サービス開始
  - 9月 - 子会社 株式会社ドリコムジェネレーティッドメディアを株式会社じげんに商号変更
  - 10月 - 法人向けブログパッケージ事業、個人向け無料ブログサービスの事業譲渡を発表
  - 10月16日 - 「ドリコムブログ」をライブドアへ譲渡
  - 10月29日 - 「モバイル音楽スタジオ」サービス開始（ヤマハ株式会社と共同開発）
  - 12月 - Facebookでソーシャルゲームを提供するCrowdStar社と協業開始
- 2010年
  - 1月 - モバゲータウン（現：Mobage）へゲームの提供を開始
  - 6月 - GREEへゲームの提供を開始
  - 9月 - 子会社 株式会社じげんの株式をじげんホールディングスに譲渡
  - 10月 - 子会社 株式会社ドリコムマーケティングの株式をアリババマーケティングに譲渡
- 2011年4月 - 「poncan」をスマートフォン向けサービスとして提供を開始
- 2012年
  - 3月
    - ソーシャルラーニングプラットフォーム「スマコロ」を開始
    - 携帯電話向けコンテンツ事業を株式会社シーエー・モバイルに譲渡

  - 4月 - 本社を新宿区から目黒区の目黒雅叙園アルコタワーに移転
- 2013年9月 - アニメ『ファンタジスタドール』との連動ソーシャルゲームを開始
- 2014年
  - 1月 - 『フルボッコヒーローズ』をスマートフォン向けゲームとして提供を開始（サイバーコネクトツーと共同開発）
  - 3月 - 『ジョジョの奇妙な冒険 スターダストシューターズ』をスマートフォン向けゲームとして開発・提供を開始（バンダイナムコゲームスより配信）
  - 5月 - 『ONE PIECE トレジャークルーズ』をスマートフォン向けゲームとして開発・提供を開始（バンダイナムコゲームスより配信）
  - 9月 - 楽天とドリコムのソーシャルラーニング事業の合弁子会社「株式会社ReDucate」を設立
- 2015年
  - 2月 - スマートフォン向けゲーム『ONE PIECE トレジャークルーズ』をバンダイナムコゲームスと共同で世界配信を開始
  - 4月 - 子会社のグリモアより『ブレイブソード×ブレイズソウル』をスマートフォン向けゲームとして提供を開始
- 2016年10月 - 子会社のグリモアをHappy Elementsへ売却
- 2017年8月 - バンダイナムコエンターテインメントとドリコムの共同出資による新会社「株式会社BXD」を設立
- 2018年9月 - 楽天株式会社との資本業務提携の解消[2]
- 2020年
  - 3月 - 株式会社イグニスより株式会社スタジオレックスの株式を譲受。子会社化[3]
  - 3月 - BXDの全株式をバンダイナムコエンターテインメントへ売却、BXDはBNEIの完全子会社へ[4]
  - 10月 - 子会社Ignomが株式会社ノックノートよりゲーム事業を承継。社名をBlasTrainに変更[5]
- 2021年6月 - 本社を目黒区から品川区大崎の現本社所在地に移転
- 2022年
  - 2月 - ゲーム事業QC部門を、会社分割により株式会社デジタルハーツに譲渡
  - 5月 - ウェブトゥーンやライトノベル・コミック・アニメーション事業を展開する出版・映像ブランドとして「ドリコムメディア」を設立し、出版・映像事業に参入[6]
  - 10月 - ドリコムメディアからライトノベルレーベル「DREノベルス」創刊[7]
- 2023年10月 - ドリコムメディアからコミックレーベル「DREコミックス」創刊[8]

## ゲーム事業
ここでは主にスマートフォンゲーム事業における開発および運営タイトルを列記する。
配信元：バンダイナムコエンターテインメント
- ONE PIECE トレジャークルーズ
- ジョジョの奇妙な冒険 スターダストシューターズ（2021年4月13日サービス終了）
- 週刊少年ジャンプ オレコレクション! / ジャンプヒーロー大戦 -オレコレクション2-（2020年9月30日サービス終了）
- レイヤードストーリーズ ゼロ (2019年1月8日サービス終了)
- デジモンリアライズ（2022年4月21日サービス終了）
- スーパーロボット大戦DD（開発協力）

以下の作品はかつての子会社BXDによる開発
- アイドルマスター シャイニーカラーズ
- ドラゴンボールZ ブッチギリマッチ（2020年3月16日サービス終了）
- プロ野球ファミスタ マスターオーナーズ（2020年8月31日サービス終了）
- 金色のガッシュベル!! Golden Memories（2020年3月31日サービス終了）
- クイーンズブレイド WHITE TRIANGLE（2020年5月18日サービス終了）

配信元：スクウェア・エニックス
- ワールド オブ ファイナルファンタジー メリメロ (2018年12月13日サービス終了)

配信元：アニプレックス
- きららファンタジア（2023年2月28日サービス終了）

配信元：フォワードワークス
- みんゴル

配信元：サイバーコネクトツー
- フルボッコヒーローズ / フルボッコヒーローズX (2019年5月27日サービス終了)

配信元：ブシロード
- D_CIDE TRAUMEREI（2022年10月28日サービス終了）※ライオンズフィルム運営

自社配信タイトル
- 陰陽師 〜平安妖奇譚/平安妖絵巻〜 (2019年5月31日サービス終了)
- ちょこっとファーム (iOS/Android版：2019年11月26日サービス終了)
- ファンタジスタドール ガールズロワイヤル (2015年6月30日サービス終了)
- ダービースタリオン マスターズ （著作：パリティビット）
- ミコノート はれときどきけがれ（開発：MADORCA、2022年7月12日サービス終了）※ディライトワークスより配信権を移譲
- 魔界戦記ディスガイアRPG〜最凶魔王決定戦!〜 ※当初は開発協力として参加。2023年7月3日にフォワードワークスより配信権を移譲
- GGGGG（2023年11月30日サービス終了）
- 悪魔王子と操り人形（2025年1月31日サービス終了）※共同開発：リベル・エンタテインメント
- Wizardry Variants Daphne
- Disney STEP
- Tokyo Stories ※ドリコム初のコンソール機向け買い切りタイトル
- はらぺこミーム ※Nintendo Switch版はクラウディッドレパードエンタテインメントより販売

## 出版・映像事業
出版・映像ブランドの「ドリコムメディア」を中心に、ウェブトゥーンやライトノベル・コミック・メディアミックスの4事業により構成される「DREレーベル」を展開する。編集長は小原豪。

### 書籍

#### 小説
- DREノベルス

#### 漫画
- DREコミックス
- DRE STUDIOS（ウェブトゥーン）

### メディアミックス
- DREピクチャーズ

| 年     | タイトル | アニメーション制作 | 備考                                     |
| ------ | --- | ------------------ | ---------------------------------------- |
| 2026年 | エリスの聖杯[23]                                                                                               | 葦プロダクション   | 共同プロデュース：グッドスマイルフィルム |
| 未公表 | ブレイド&バスタード[24]                                                                                        | 未公表             |                                          |
| 未公表 | 99回断罪されたループ令嬢ですが今世は「超絶愛されモード」ですって!? 〜真の力に目覚めて始まる100回目の人生〜[25] | 未公表             |                                          |

### ドリコムメディア大賞
ドリコムメディア大賞（ドリコムメディアたいしょう）は、ドリコム（ドリコムメディア）が主催するライトノベルの文学賞。「全方位でのメディアミックス展開に向けた作品」を前提に募集しており、全ての受賞作品には書籍化とコミカライズ化、大賞受賞作品には作品PV・ボイスドラマの制作が実施される。

#### 入賞作品
| 回 （年）        | 応募数 | 賞   | タイトル （刊行時表題） | 著者 （刊行時筆名） | 出典   |
| ---------------- | ------ | ---- | --- | ------------------- | ------ |
| 第1回 （2023年） | 2008   | 金賞 | 祓い屋令嬢ニコラの困りごと （祓い屋令嬢の異世界異聞） | 伊井野いと          | [ 27 ] |
| 第1回 （2023年） | 2008   | 銀賞 | 婚約破棄のその先に 〜捨てられ令嬢、王子様に溺愛（演技）される〜 | 森川茉里            | [ 27 ] |
| 第1回 （2023年） | 2008   | 銀賞 | 月花の少女アスラ ～極悪非道の傭兵、転生して最強の傭兵団を作る～ （月花の少女アスラ 〜極悪非道の戦争好き傭兵、異世界転生して最強の傭兵団を作る〜） | 葉月双              | [ 27 ] |
| 第1回 （2023年） | 2008   | 銀賞 | 魔術の果てを求める大魔術師 〜魔道を極めた俺が三百年後の技術革新を期待して転生したら、哀しくなるほど退化していた......〜 （覇王となった最強魔術師、永遠に魔術を研究するため転生するも、三百年後の治安が悪すぎて激怒する 〜まずは世界を再征服するところから始めてやろう〜） | 福山松江            | [ 27 ] |
| 第2回 （2024年） | 3487   | 大賞 | 魔物使いの娘 〜緑の瞳の少女〜 （魔物使いの娘） | 天都ダム            | [ 28 ] |
| 第2回 （2024年） | 3487   | 金賞 | 美醜あべこべ異世界で不細工王太子と結婚したい! （美醜あべこべ世界で異形の王子と結婚したい!） | 三日月さんかく      | [ 28 ] |
| 第2回 （2024年） | 3487   | 銀賞 | 偽装死した元マフィア令嬢、二度目の人生は絶対に生き延びます 〜神様、どうかこの嘘だけは見逃してください〜 （神様、どうかこの嘘だけは見逃してください） | あだち              | [ 28 ] |
| 第2回 （2024年） | 3487   | 銀賞 | 勇者の旅の裏側で | 八月森              | [ 28 ] |
| 第2回 （2024年） | 3487   | 銀賞 | 私が帰りたい場所は 〜居場所をなくした令嬢が『溶けない氷像』と噂される領主様のもとで幸せになるまで〜 （私が帰りたい場所は 〜私の心を解きほぐしてくれたのは「溶けない氷像」と噂される領主様でした〜）                                                                       | もーりんもも        | [ 28 ] |
| 第3回 （2025年） | 5086   | 金賞 | 勇者のオマケだったので、異世界を自由に旅することにした | 関村イムヤ          | [ 26 ] |
| 第3回 （2025年） | 5086   | 銀賞 | 近頃は物騒なので番犬を飼います | 五十鈴りく          | [ 26 ] |
| 第3回 （2025年） | 5086   | 銀賞 | のらねこ薬師、魔術師パパとひみつのねこねこポーションカフェを開きます!〜時効までの契約親子、まったり暮らし〜 | まえばる蒔乃        | [ 26 ] |

## 物販・イベント事業
IPの魅力を活かしたリアルグッズの企画・販売を行うほか、自社で保有するIPをはじめとしたコンテンツのグッズを展開する。
- DRECOM SHOP - 公式オンラインショップ

## テクノロジーソリューション事業
ゲームの開発・運用から得た知見を活かした生成AIの活用や開発支援サービス、ファンマーケティング支援サービスなどを提供する。
AI
- ai and - ゲーム開発におけるAIプロダクトを提供するAI SaaSプラットフォーム

インフラソリューション
- Mx.Load - 負荷テストの工数とコストを削減するクラウド型ツール
- Mx.Load 負荷コンサル - システムにおける負荷対策のサポートサービス
- Mx.MSP - クラウド移行とインフラの保守運用監視を代行するMSPサービス
- Mx.インフラソリューション - クラウドの構築から運用保守まで行うサービス

位置情報ゲーム開発支援
- AROW - 3DリアルマップとPOIデータを活用したプラットフォーム

ファンマーケティング
- Rooot - ファンと一緒にプロモーションを盛り上げ、X上でファンによる投稿とファンコミュニティを促進するファンマーケティングサービス
- Fanflu - ファンによるYouTubeでの動画投稿を促進するサービス
- Tik Puls - TikTok向けファンマーケティングサービス

Web3
- ゲーム事業の知見を活かしたブロックチェーンゲームの開発・運用

## ブログ事業（過去）

### ドリコムブログ（旧Myprofile）
ドリコムブログはドリコムのブログサービスであった。

#### Myprofile時代
2002年1月20日、ドリコムによりプロフィールサイト『Myprofile』が開始され、2003年5月1日にはリニューアルが行われた。
2003年7月29日、日記機能とは別に携帯電話からの画像更新に対応するブログ機能が追加された。
2004年7月13日〜2004年8月20日、日記機能がブログ機能へと統合された。

#### ドリコムブログ時代
2004年9月9日、Myprofileからドリコムブログへのリニューアルが発表され、同年9月25日よりドリコムブログが開始された。
2006年2月17日、スパム問題の解決のためにスパムフィルター機能が追加された。
2009年10月26日、ライブドアへの移管およびlivedoor blogへの移行が発表され、2010年3月末にはサービス終了となった。

### ドリコムブログパッケージ
ドリコムブログパッケージはドリコムブログのOEMパッケージである。
2004年6月には『ドリコムblogシステム ビジネスエディション Ver1.0』が登場した。次いで2005年6月20日にはドリコムブログシステムにSNS機能が搭載され、このシステムが同日追加されたオリコン公式サイト『ORICON STYLE』内のブログサービス『オリコンブログ』に使われた。
2009年10月、ガイアックスへの移管が発表された。

### ブログASP
ブログASPはドリコムブログのOEMサービスであり、2004年4月1日にはこのブログASPが梅花女子大学へと導入されていた。
2005年6月16日には『ドリコムブログオフィスASP Ver.2.0』がリリースされ、2005年7月21日にはこのブログASPを用いた『U-netSURF』の『ビジネスブログ（ドリコムブログオフィス）』が開始された。
2012年7月1日、ガイアックス子会社のソーシャルグループウェアへと移管された。

## 子会社

### 連結子会社
- 株式会社スタジオレックス
- 株式会社BlasTrain
- 株式会社ハッピーホッピーハッピー
- 株式会社ドリアップ

### 他社へ売却
- SPICE LAB PTE.LTD.（2019年に株式会社フリークアウト・ホールディングスに売却）
- 株式会社グリモア（2016年にHappy Elements株式会社に売却）
- 株式会社BXD（2020年に株式会社バンダイナムコエンターテインメントに売却）

## 連結業績推移
| 決算期（期間）                            | 売上高 | 営業利益 | 経常利益 | 純利益 |
| ----------------------------------------- | ------ | -------- | -------- | ------ |
| 第21期（2021年4月1日〜2022年3月31日）     | 10,528 | 1,591    | 1,541    | 807    |
| 第20期（2020年4月1日〜2021年3月31日）     | 11,840 | 2,052    | 2,019    | 1,624  |
| 第19期（2019年4月1日〜2020年3月31日）     | 10,150 | 617      | 635      | 711    |
| 第18期（平成30年4月1日〜平成31年3月31日） | 10,720 | ▲577     | ▲1,349   | ▲1,712 |
| 第17期（平成29年4月1日〜平成30年3月31日） | 13,192 | 190      | ▲29      | ▲204   |
| 第16期（平成28年4月1日〜平成29年3月31日） | 8,388  | 932      | 844      | 814    |
| 第15期（平成27年4月1日〜平成28年3月31日） | 6,534  | ▲206     | ▲217     | ▲537   |
| 第14期（平成26年4月1日〜平成27年3月31日） | 7,298  | 301      | 278      | 17     |
| 第13期（平成25年4月1日〜平成26年3月31日） | 6,989  | ▲503     | ▲522     | ▲508   |
| 第12期（平成24年4月1日〜平成25年3月31日） | 8,490  | 474      | 465      | 127    |
| 第11期（平成23年4月1日〜平成24年3月31日） | 7,187  | 1,353    | 1,348    | 804    |
| 第10期（平成22年4月1日〜平成23年3月31日） | 2,632  | 97       | 96       | 2      |
| 第9期（平成21年4月1日〜平成22年3月31日）  | 2,366  | 210      | 205      | 101    |
| 第8期（平成20年4月1日〜平成21年3月31日）  | 2,121  | 85       | 61       | ▲492   |
| 第7期（平成19年4月1日〜平成20年3月31日）  | 2,115  | ▲4       | ▲18      | ▲642   |
| 第6期（平成18年4月1日〜平成19年3月31日）  | 843    | ▲249     | ▲181     | ▲114   |
| 第5期（平成17年4月1日〜平成18年3月31日）  | 703    | 256      | 225      | 124    |
| 第4期（平成16年4月1日〜平成17年3月31日）  | 238    | 89       | 91       | 54     |
| 第3期（平成15年4月1日〜平成16年3月31日）  | 111    |          | ▲0.8     | ▲3     |
| 第2期（平成14年4月1日〜平成15年3月31日）  | 71     |          | ▲14      | ▲14    |
| 第1期（平成13年4月1日〜平成14年3月31日）  | 0.003  |          | ▲5       | ▲5     |

## 株価
ドリコムは2006年2月9日に東証マザーズに上場し、Web2.0関連銘柄として話題となり、初値は公開価格の4.6倍となる347万円となった。また、その後も株価が上昇し続けたため、2月17日には637万円の最高値を付けている。しかし、その後の経営悪化に伴い株価は下落を続け、2008年10月時点では株価は最高値の1/60以下の10万円にまで下落した。
その後、ソーシャルゲームブームなどにより業績が回復、これに伴い株価も回復している。
なお、2019年4月1日時点の株価は、下記の3回の株式分割により上場当初の1000分の1となっている。
- 2011年10月1日に1:5の割合で株式分割を実施[46]
- 2014年4月1日に1:100の割合で株式分割を実施[47]
- 2017年4月1日に1:2の割合で株式分割を実施[48]

## 出身の著名人
- 吉田浩一郎（株式会社クラウドワークス創業者）
- 平尾丈（株式会社じげん創業者）
- 宮崎謙介（自民党・元衆議院議員）